# 69. п. н. е.

## Рођени
- Клеопатра VII Филопатра (ум. 30 пне.)
- Октавија Млађа — сестра Октавијана Августа;
- Гај Албуције Сил (ум. после 15 пне.)
- Гај Корнелије Гал